# Samsung Omnia 7
Das Samsung Omnia 7 (auch bekannt als Samsung GT-I8700) ist ein Smartphone des südkoreanischen Herstellers Samsung Electronics. Es nutzt das Betriebssystem Windows Phone 7.

## Hintergrund und Entwicklung
Das Samsung Omnia 7 ist Samsungs erstes Smartphone mit Microsofts Mobiltelefon-Betriebssystem Windows Phone 7 für den europäischen Markt. Das Schwestermodell Samsung Focus mit zusätzlichem SD-Kartenslot ist offiziell in Europa nicht erhältlich.

## Technik

### Prozessor
Als Hardware-Basis kommt ein Snapdragon-System-on-a-Chip des Typs QSD8250 zum Zuge. Der mit 1 GHz getaktete Prozessorkern namens Scorpion ist ein ARM-Cortex-A8, er wird von 512 MB Arbeitsspeicher unterstützt.
Grafische Berechnungen übernimmt der Adreno 200-Chip von Qualcomm, der unter anderem den OpenGL ES 2.0- sowie Direct3D-Standard beherrscht.

Das QSD8250 ist die erste Generation der Snapdragon-Produktelinie und unterstützt mehrere Mobilfunkstandards, darunter GPRS, EDGE, UMTS und HSPA.

Zudem enthalten alle Snapdragons Recheneinheiten zum Dekodieren von HDTV mit einer Auflösung von 720p und einen GPS-Empfänger.

### Display
Das Omnia 7 hat einen 4,0 Zoll (10,2 cm) großen kapazitiven Multi-Touch-Screen, der mit 480 × 800 Pixel (WVGA) auflöst und eine Farbtiefe von 24 Bit anzuzeigen vermag, was rund 16,78 Millionen Farben entspricht (True Color). Das Samsung Omnia 7 ist das einzige für den europäischen Markt freigegebene Windows-Phone-7-Smartphone der ersten Generation mit Super-AMOLED-Display.

### Speicher
Entgegen anderen Modellen, wie etwa dem HTC HD7, kommt im Samsung Omnia 7 anstatt eines internen SD-Kartenslot ein festgelöteter NAND-Speicher zum Zuge. Dies führt zum einen zwar dazu, dass es unmöglich ist, den internen Speicher zu erweitern, wie es beispielsweise bei den HTC-Modellen möglich ist. Die Verwendung des NAND-Speichers führt in der Praxis jedoch zu einer deutlich kürzeren Ladezeit von Programmen oder dem Betriebssystem selbst. Auf der Videoplattform YouTube ist ein Vergleich der Ladezeiten zwischen einem Samsung Omnia 7 und einem hardwareseitig nahezu identischem HTC 7 Trophy zu sehen.

### Kamera
Die integrierte Kamera kann Fotos mit einer Auflösung bis zu 5 Megapixel (2560 × 1920 Pixel) schießen. Zur Lichtmessung kommt ein aktiver Pixelsensor (auch bekannt als "CMOS-Sensor") zum Zuge. Bei schlechten Lichtverhältnissen erhält die Kamera zudem Unterstützung durch ein zuschaltbares LED-Licht. Filme können mit einer Auflösung bis zu 720p (1280 × 720 Pixel) aufgenommen werden bei einer Bildwiederholrate von 24 FPS. Außerdem stehen dem Nutzer verschiedene Aufnahmeprogramme zur Verfügung, darunter sepia, antik, mono und negativ. Zur Aufnahme von entfernten Objekten existiert ein 4-facher-Digitalzoom. Fotos werden im weit verbreiteten JPEG-Format abgespeichert.

### Funkverbindungen
Drahtlos kommuniziert das Samsung Omnia 7 per WLAN-Standard 802.11 b/g/n, GPRS, EDGE, UMTS, HSPA und Bluetooth 2.1. Zudem ist eine A-GPS-Antenne eingebaut.
Es werden die Bluetooth-Profile A2DP, AVRCP, HFP, HSP und PBAP unterstützt.
| Funkstandard       | Datenrate (brutto) | Frequenz              |
| ------------------ | ------------------ | --------------------- |
| WLAN IEEE 802.11 b | 11 Mbit/s          | 2,4 GHz               |
| WLAN IEEE 802.11 g | 54 Mbit/s          | 2,4 GHz               |
| WLAN IEEE 802.11 n | 300 Mbit/s         | 2,4 GHz               |
| HSDPA              | 7,2 Mbit/s         | 900 / 1900 / 2100 MHz |
| HSUPA              | 5,76 Mbit/s        | 900 / 1900 / 2100 MHz |
| GPRS               | 114 kbit/s         | 850/900/1800/1900 MHz |
| EDGE               | 560 kbit/s         | 850/900/1800/1900 MHz |
| Bluetooth 2.1      | 2,1 Mbit/s         | 2402–2480 MHz         |

### Sensoren
Das Samsung Omnia 7 ist mit Beschleunigungssensor, digitalem Kompass, Näherungssensor und einem Umgebungslichtsensor ausgerüstet.

### Abmessungen und Gewicht
Die Maße des Smartphones betragen 122,4 × 64,2 × 10,99 mm (H × B × T), wobei das Gerät auf ein Gewicht von 138 Gramm (mit Akku) kommt.

### Akkumulator
Samsung verbaut einen Lithium-Ionen-Akku mit einer Nennkapazität von 1500 mAh.
Gemäß Angaben seitens Samsung reicht der Akkumulator im 2G-Netz für rund 520 Minuten (8,6 h) Gespräch oder 390 Stunden (entspricht rund 16 Tagen) im Standby. Im 3G-Netz verkürzt sich die Gesprächszeit nach offiziellen Angaben auf 370 Minuten (6,2 h) und die Standby-Zeit auf 330 Stunden (entspricht knapp 14 Tagen).
Im Smartphone-Forum PocketPC.ch wurde eine Umfrage unter den Samsung Omnia 7-Benutzern durchgeführt, welche die durchschnittliche Akkulaufzeit ermitteln sollte.

Die Umfrage ergab, dass bei häufiger Verwendung die Nutzdauer durchschnittlich um die zwei Tage beträgt, bei intensiver Nutzung muss das Smartphone täglich an die Steckdose. Diese Werte sind leicht überdurchschnittlich im Vergleich zu ähnlich leistungsfähigen Smartphones, was sowohl dem Umstand der großen Akkukapazität von 1500 mAh geschuldet ist wie auch der stromsparenden AMOLED-Display-Technologie.

### Besonderheit
Ein besonderes Ausstattungsmerkmal des Samsung Omnia 7 ist der, herkömmlichen TFT-Displays technologisch überlegene, Super-AMOLED-Bildschirm, der ansonsten nur noch im Nokia Lumia 900 vorzufinden ist. Zudem verfügt das Gerät, gemeinsam mit dem LG Optimus 7, über den kapazitiv zweitgrößten Akkumulator aller "Windows Phone 7"-Smartphones hinter dem Nokia Lumia 900.
Kunden der deutschen Telekom bekommen kostenlos die Navigationslösung Navigon Select mit Karten von Deutschland, der Schweiz und Österreich.

## Bekannte Probleme

### MMS-Probleme bei Branding
Wird ein Windows-Phone-7-Gerät bei einem Provider gekauft, so sind die MMS-Einstellungen bereits ab Fertigung fest hinterlegt. Problematisch wird diese Tatsache, wenn das Gerät in einem anderen Netz genutzt werden möchte – Windows Phone 7 bietet bis dato keine Möglichkeit, die MMS-Einstellungen zu ändern. Da viele der im freien Handel erhältlichen Geräte, welche also ohne Abonnement verkauft werden, ebenfalls gebrandet sind, führt dies zwangsläufig zu Problemen bei der MMS-Nutzung.
 Dies betrifft insbesondere die in Deutschland erhältliche 16-GB-Versionen des Samsung Omnia 7, da diese zwar im freien Handel verkauft werden, allerdings trotzdem über ein T-Mobile Branding verfügen.

Betroffen von dieser Problematik sind sämtliche Gerätehersteller von "Windows Phone 7"-Smartphones, allerdings haben HTC und Samsung bereits ein Tool entwickelt, welches dem Problem entgegenwirkt.
Beim Samsung Omnia 7 können mit der Samsung-Anwendung Netzprofil die Provider-Einstellungen manuell hinterlegt werden. Zu finden ist das Programm im Windows Phone 7 Marketplace in der Kategorie Samsung Zone. Mit dem Tool können auch eventuelle Verbindungsprobleme mit dem Internet behoben werden.

### Probleme mit Vorbereitungsupdate
Anfang Januar wurde von Microsoft ein erstes Update für Windows Phone 7 angekündigt, welches einige Neuerungen und Verbesserungen mit sich bringt – unter anderem die lang erwartete Copy&Paste-Funktion. Dieses Update trägt den Namen NoDo (No Donut).

Am 21. Februar 2011 wurde von Microsoft ein erstes Update freigegeben, dessen einzige Funktion darin bestand, die Windows Phones auf das kommende NoDo-Update vorzubereiten. Dieses führte bei vielen Windows Phones zu Problemen, betroffen waren insbesondere die Samsung Omnia 7. Microsoft empfahl Nutzern des Omnia 7 daraufhin, solange keine Updates durchzuführen, bis das Problem mit dem Fehler-Code 800705B4 behoben wurde. Geräte, auf welchen das Update bereits durchgeführt wurde und Probleme auftraten, konnten teilweise nicht mehr vollumfänglich benutzt werden. Microsoft bot den Betroffenen an, das fehlerhafte Gerät umtauschen zu lassen. Ein Microsoft-Mitarbeiter veröffentlichte kurz darauf einen Workaround für das Omnia 7, mit dessen Hilfe einige Geräte wieder zum Laufen gebracht werden konnten. Da dieser Workaround allerdings nicht offiziell von Microsoft kommuniziert wird, geschieht die Durchführung auf eigene Gefahr.
Durch die Probleme mit dem Vorbereitungs-Update verzögerte sich die für Ende Februar geplante Auslieferung des NoDo-Updates. Ein überarbeitetes Update, welches Anfang März ausgeliefert wurde, sorgte auf den Samsung Omnia 7 weiterhin für Probleme.

## Modifikationen

### Freischaltcodes

#### Diagnosemodus
Bereits kurze Zeit nach der Auslieferung der ersten Geräte wurde bekannt, dass man mittels Anrufen einer bestimmten Netznummer einen Diagnose Modus starten kann. Über diesen Modus sind erweiterte Einstellungen möglich, welche Zugriffe auf das System zulassen, die so von Microsoft nicht angedacht waren. Solche Programme werden von Herstellern oftmals während der Entwicklungsphase zum Testen des Gerätes eingebaut und vor der Produktion wieder entfernt. Unklar ist, ob in diesem Fall von Samsung das Entfernen absichtlich vergessen wurde, um einigen der Restriktionen von Windows Phone 7 entgegenzuwirken.

#### Tethering
Die wohl mit Abstand wichtigste Funktion, welche sich über Telefoncodes aktivieren lässt, ist das Tethering (engl. Anbinden). Tethering bezeichnet die Verbindung eines Smartphones mit einem PC oder Notebook, um diesem eine Internetverbindung über das Funknetz (beispielsweise UMTS oder HSPA) zu ermöglichen. Das Mobiltelefon übernimmt damit die Rolle eines Modems. Tethering wurde offiziell von Windows Phone 7, im Gegensatz zum Vorgänger Windows Mobile nicht unterstützt. Mit Windows Phone 7.5 (Mango) ist es jetzt auf allen bisherigen Geräten möglich, sein Gerät als Hotspot einzurichten und so das eigene Internet mit anderen zu teilen bzw. für diese freizugeben.
Um Tethering zu aktivieren, müssen die folgenden Schritte befolgt werden:
1. Die Nummer ##634# im Telefon wählen. Dies installiert die Anwendung Diagnosis.
2. In der Diagnosis die Nummer *#7284# wählen. Dies öffnet den Micro-USB-Test-Dialog.
3. Modem, Tethered Call auswählen. Das Handy startet neu.

Es ist nun möglich eine Verbindung mit dem Internet per Wahlfunktion aufzubauen. Eventuell müssen noch Treiber für das Handy installiert werden, da das Handy nun als Modem erscheint. In diesem Modus ist es nicht möglich das Handy mit Zune oder einer anderen Software zu synchronisieren. Um die Sync-Funktionalität wiederherzustellen, müssen lediglich die oben genannten Schritte noch einmal ausgeführt werden und Zune Sync ausgewählt werden.

#### Anzeigen der MAC-Adresse
Zur Konfigurationen von Netzwerk-Komponenten wird oftmals die fixe MAC-Adresse eines Gerätes benötigt. Windows Phone 7 verfügt im Auslieferungszustand über keine Möglichkeit, diese Adresse anzuzeigen. Erst mit dem Update "NoDo" (Version 7.0.7390.0) wird unter den Einstellungen die MAC-Adresse angezeigt. Bei den älteren Versionen kann der Besitzer eines Samsung Omnia 7 durch die Verwendung von Telefoncodes die Adresse erhalten. In dem auf Smartphone spezialisierten User-Forum PocketPC.ch wurde eine entsprechende Anleitung veröffentlicht.

#### Diagnosefunktionen
Neben der Aktivierung von Tethering und dem Anzeigen der MAC-Adresse ist es zudem möglich, mehrere Systemtests durchzuführen um Hardwarekomponenten auf ihre korrekte Funktion hin zu überprüfen. Zu den unterstützten Tests zählen unter anderem eine Multitouch-Diagnose, eine LCD-Diagnose inklusive Kompass und Helligkeit, ein Test des Akkumulators und weitere. Eine Übersicht über alle Diagnosemöglichkeiten und eine Auflistung der zugehörigen Codes finden sich in dem Smartphone-Forum PocketPC.ch.

## Rezensionen
In den weltweiten Rezensionen wurde insbesondere das – herkömmlichen LC-Displays deutlich überlegene – Super-AMOLED-Display des Samsung Omnia 7 gelobt. Auch die Verarbeitungsqualität des in einem Metallgehäuse eingefassten Smartphones wurde häufig positiv hervorgehoben sowie die überdurchschnittliche Akkukapazität von 1500 mAh. Kritik wurde hauptsächlich bei dem mit 8 GB, gegenüber Konkurrenten wie dem iPhone, unterdimensionierten Speicherplatz geäußert. Die übrige Kritik betraf hauptsächlich das Betriebssystem Windows Phone 7, da dieses in seiner ersten Version noch manche Funktionen vermissen lässt, welche bei anderen mobilen Betriebssystemen bereits zum Standard gehören. In Fachmagazinen gilt das Samsung Omnia 7 als die beste Wahl unter den Geräten der ersten Generation von Windows Phones.
In den folgenden Kritikausschnitten wird nur auf das Gerät selbst, jedoch nicht auf das Betriebssystem Windows Phone 7 eingegangen. Dieses wird in einem separaten Artikel behandelt.

„Das Samsung Omnia 7 ist der neue Star unter den Windows Phones. Die Hardware steht nicht nur auf einer Stufe mit dem Display-Boliden HTC HD7, sondern ist in entscheidenden Punkten sogar noch etwas besser. Dazu gehört vor allem der Akku, der das Handy bei normaler Nutzung locker 2 Tage am Leben hält. Hinzu kommt das viel farbintensivere Super-AMOLED-Display, das kaum kleiner ist, als beim HTC-Gerät. Einen Preisaufschlag verlangt Samsung dafür nicht. Im Gegenteil: […] Das Omnia 7 ist […] sogar noch etwas billiger, als das HD7. Da fällt die Entscheidung nicht schwer. Endwertung: 92%“

„Das überzeugende Merkmal des Omnia 7 im Vergleich zur Windows-Phone-Konkurrenz ist sein tolles Super-AMOLED-Display. Auch Kamera und Lautsprecher sammeln Pluspunkte gegenüber den Marktbegleitern. Das Design hingegen ist Geschmackssache, und die übrige Ausstattung unterscheidet sich nicht großartig vom Wettbewerb. Wer sich für ein Windows Phone interessiert, kann beim Samsung bedenkenlos zuschlagen.“

„Hardwareseitig gibt es wenig zu bemängeln: Superschneller Prozessor, tolle Akustik, spitzenmäßiges Display – etwas Besseres gibt es derzeit bei einem Windows Phone 7 Gerät nicht – [und] überdurchschnittliche Akku-Leistung. Die 5-Megapixel-Kamera ist gut, wenngleich die Ergebnisse nicht ganz den Erwartungen entsprechen, und bei einer fixen Speichergröße von 8 GB kann es schon ab und an eng werden. Die Schattenseiten sind überschaubar und betreffen mehr das Betriebssystem als die herstellerseitige Leistung. Endwertung: 5,6 von 6“

„In the case of the Omnia 7, Samsung’s one-of-a-kind 4” SuperAMOLED is a major incentive […]. There are some good LCDs around but they don’t quite match the vivid picture and superior black levels of the SuperAMOLED tech. […]
Samsung deserves a pat on the back for the metal Wave-style body and the excellent 5MP camera too. To summarize the review in one sentence – the hardware is perfect.“

„Im Falle des Omnia 7 ist das einzigartige SuperAMOLED-Display ein sehr wichtiger Anreiz. […] Es gibt einige gute LC-Displays, diese erreichen jedoch niemals solch lebendige Farben oder einen solch überzeugenden Schwarzwert wie SuperAMOLED-Displays. […] Ein Lob verdient Samsung für das Metallgehäuse und die exzellente 5 Megapixel Kamera. Das komplette Review in einem Satz zusammengefasst – Die Hardware ist perfekt.“